# Păltiniș (Caraș-Severin)
Pour les articles homonymes, voir Păltiniș.
Păltiniș (en hongrois : Ökörpatak) est une commune du județ de Caraș-Severin en Roumanie.